# Pierre Lacour (homme politique)
Pour les articles homonymes, voir Pierre Lacour et Lacour.
Pierre Lacour, né le 20 février 1923 à Neuvic (Dordogne) et mort le 22 mai 2008 à Montbron (Charente), est un homme politique français.

## Biographie
Vétérinaire de profession, il est élu sénateur de la Charente le 28 septembre 1980, et réélu le 24 septembre 1989. Il siège au groupe UC puis sur les bancs du groupe RDSE.
Pierre Lacour est condamné par la cour d'appel de Lyon, le 14 décembre 1994, à trois ans d'emprisonnement avec sursis, à une amende d'un million de francs et à une peine d'inéligibilité de cinq ans pour fausses factures. À la suite de cette condamnation, le Conseil constitutionnel prononce, le 12 juillet 1996, la déchéance de son mandat de sénateur.